# Naga Viper

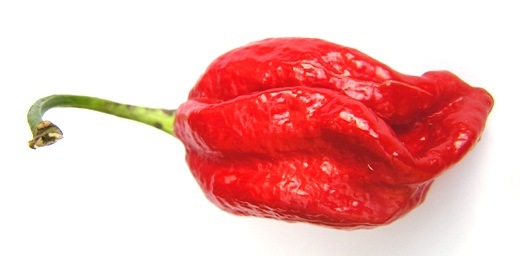
Pimiento Naga Viper

El Naga Viper es un chile picante. En 2011 figuró en el libro Guinness de los récords como el chile más picante del mundo. Fue creado en Inglaterra cruzando algunos de los chiles más picantes del mundo. Este chile, al igual que todos los que contienen una gran cantidad de capsaicina, puede causar quemaduras en las vías respiratorias e incluso la muerte.

## Origen y récord
El Naga Viper fue creado por Gerald Fowler de "The Chilli Pepper Company" en el condado de Cumbria, Inglaterra. Es un híbrido entre Naga Morich, Naga jolokia y Trinidad Scorpion Butch T, tres de los chiles más picantes del mundo.
En noviembre de 2010, expertos de la Universidad de Warwick realizaron pruebas sobre el Naga Viper, cuyo resultado fue de 1 349 000 en la Escala Scoville, que mide el grado de picor o pungencia en los pimientos. Esto le permitió ser certificado como el chile más picante del mundo y figurar en el libro Guinness de los récords. Fue superado en 2012 por el Trinidad Scorpion Butch T, que llega a los 1 463 700 SHU (unidades Scoville), y en 2013 por el Carolina Reaper, que llega a los 2 200 000 SHU. En 2017, el chile Dragon's Breath fue reconocido como el más picante con una puntuación de 2,48 millones SHU, hasta que fue superado por Pepper X, con 3 180 000 SHU.
Para una idea más clara del picor del Naga Viper, el chile jalapeño, el guajillo y la salsa Tabasco tienen de 2 500 a 8 000 unidades Scoville.